# Hronské Kosihy
Hronské Kosihy es un municipio del distrito de Levice en la región de Nitra, Eslovaquia, con una población estimada a final del año 2024 de 790 habitantes.
Se encuentra ubicado al este de la región, cerca de los ríos Ipoly y Hron (ambos, afluentes izquierdos del Danubio) y de la frontera con la región de Banská Bystrica.

## Demografía
| Año        | 1994 | 2004    | 2014    | 2024     |
| ---------- | ---- | ------- | ------- | -------- |
| Población  | 660  | 670     | 679     | 790      |
| Diferencia |      | +1,51 % | +1,34 % | +16,34 % |

| Año        | 2023 | 2024    |
| ---------- | ---- | ------- |
| Población  | 792  | 790     |
| Diferencia |      | −0,25 % |